# 时间就是金钱，效率就是生命
“时间就是金钱，效率就是生命”是中华人民共和国改革开放初期，在深圳蛇口工业区建设过程中，提出的口号和宣传标语。该口号于1981年3月由蛇口建设总指挥袁庚提出，在1984年1月邓小平首次视察深圳时获得肯定，此后传向全国，被誉为改革开放中“冲破思想禁锢的第一声春雷”。1984年10月1日，在中华人民共和国成立35周年的国庆典礼上，该标语出现随着蛇口工业区的彩车驶过天安门。

## 简史

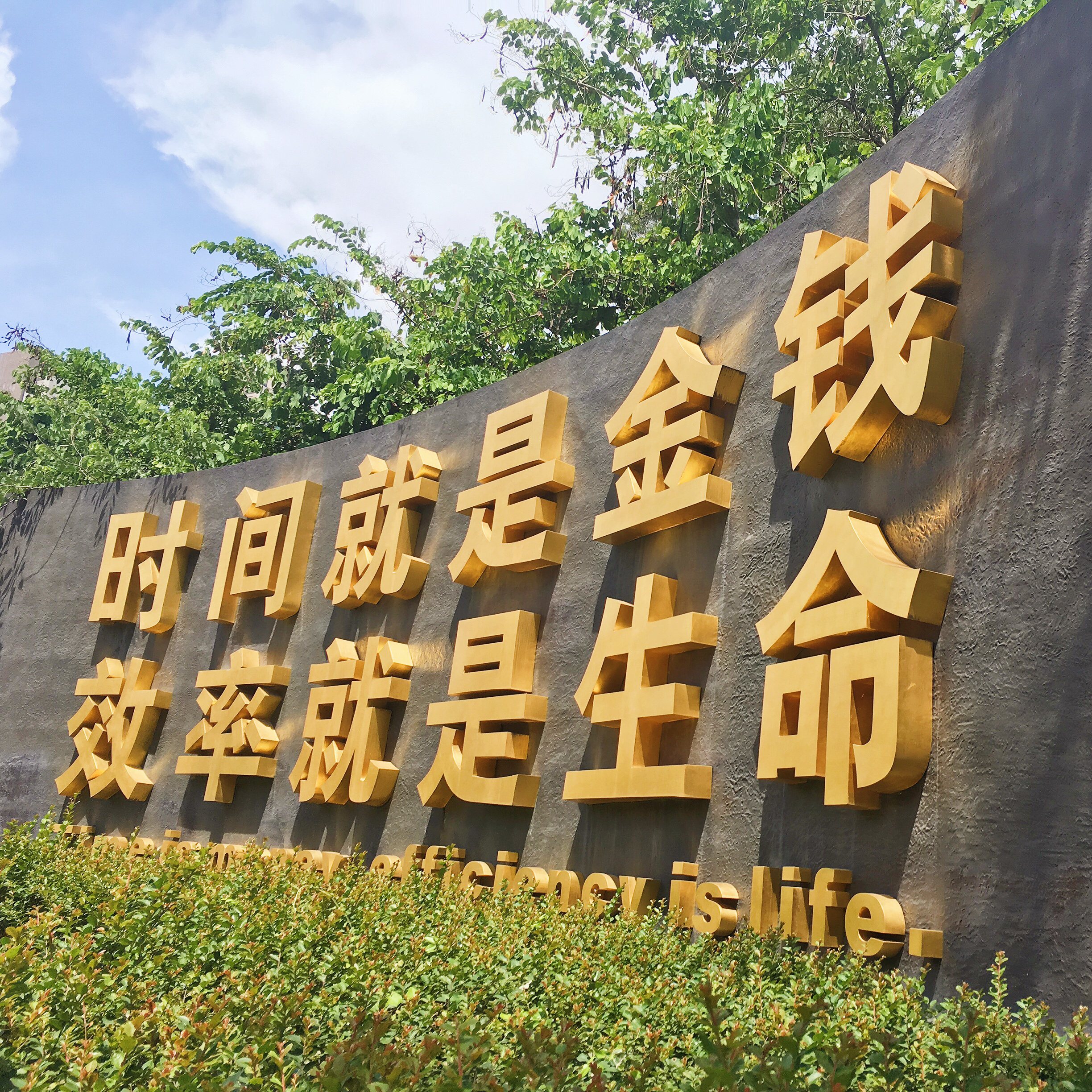
标语

1984年1月，邓小平首次南巡深圳时的题词

1978年12月，中共十一届三中全会召开，邓小平取代党主席兼总理华国锋成为实际的最高领导人，并开启了改革开放。1979年1月31日，深圳蛇口工业区正式建立，成为中国对外开放的第一个试验区，袁庚担任蛇口建设指挥部总指挥，开创了“蛇口模式”。 

1981年3月份的一天，袁庚坐船从香港赶往蛇口，在船上写下来6句口号：
时间就是金钱，效率就是生命，顾客就是皇帝，安全就是法律，事事有人管，人人有事管
袁庚随即拿给同行的招商局董事总经理梁鸿坤和招商局资料室日文翻译李炳盛看，二人都认为口号不错。在随后召开的工业区干部大会上，袁庚宣读了这6句口号，得到大多数与会者的赞同，但也有与会者对“顾客就是皇帝”提出异议，认为共产党把顾客当“皇帝”不大好（“我们是共产党啊，怎么能说顾客就是皇帝呢？”），于是该口号此后就改成了“时间就是金钱，效率就是生命”，并第一次在蛇口竖立起来。
但此后，这句口号让袁庚饱受非议，成为了“姓社姓资”争论焦点，有人批评袁庚是“要钱要命的资本家”、“资本主义复辟”等，而写着“时间就是金钱，效率就是生命”的巨型标语牌也多次在蛇口工业区竖起，又被拆下。
1984年1月，中国共产党中央顾问委员会主任邓小平首次考察深圳，肯定了“深圳速度”和“时间就是金钱，效率就是生命”这一口号，认为“深圳的发展和经验证明，我们建立经济特区的政策是正确的。” 此后，该口号传向全国，并在1984年10月1日的国庆典礼上，随着蛇口工业区的彩车驶过天安门。

## 后续
1980年代，在袁庚等人的推动下，中华人民共和国第一家由企业创办的股份制商业银行——招商银行、第一家由企业创办的商业保险机构——平安保险，先后在蛇口成立。1988年，“蛇口风波”通过媒体传播，在全国掀起了一场有关新时期青年思想工作的大讨论。
2012年8月20日，深圳报业集团启动了 “深圳最有影响力的十大观念”评选活动，“时间就是金钱，效率就是生命”被评为深圳最有影响力的观念，被认为是最有代表性、最能反映特区成立早期深圳精神的观念。
2018年，“时间就是金钱，效率就是生命”成为中国大陆高考语文“全国卷III”的作文题材之一。
2021年7月4日，“时间就是金钱，效率就是生命”标语牌被列入第七批深圳市文物保护单位。